# LGBT práva ve Vatikánu

Úprava duhové vlajky se symbolikou Vatikánu

Právní řád, týkající se homosexuality ve Vatikánu je založen na italském trestním zákoně z roku 1889, který Vatikán přijal spolu s dalšími zákony v době svého vzniku roku 1929. Až do roku 2008 totiž Vatikán automaticky přijímal italské zákony, pokud nebyly v rozporu s kanonickým právem.

## Trestní zákony
Ve Vatikánu neexistují žádné zákony proti stejnopohlavní sexuální aktivitě, konané v soukromí, mezi dospělými osobami a bez finanční odměny. V roce 2013 bylo sjednoceno zvýšení legálního věku způsobilosti k pohlavnímu styku ze 12 na 18 let.
Vatikán nikdy nevypracoval vlastní trestní zákoník. Zákon o pramenech práva, který vydal papež Benedikt XVI. v říjnu roku 2008 stanoví, že v trestních věcech bude i nadále využíván italský trestní zákoník ve znění ze 7. června 1929, který je ovšem významně pozměněný četnými pozdějšími úpravami. V roce 2020 byl souhrn všech těchto předpisů vydán pod názvem Codice penale Vaticano.

## Občanská práva
Vatikán nemá žádné zákony, které by nějak upravovaly či se jinak zmiňovaly o sexuální orientaci nebo genderové identitě. Katechismus katolické církve učí, že „homosexuální úkony jsou vnitřně nezřízené“, podle Dikasteria pro nauku víry však lidé homosexuální orientace nesmějí být nespravedlivě diskriminováni.